# Бойково (Сумская область)
Бойково (укр. Бойкове) — село,
Перекрестовский сельский совет,
Роменский район,
Сумская область,
Украина.
Код КОАТУУ — 5924187102. Население по переписи 2001 года составляло 3 человека .

## Географическое положение
Село Бойково находится на одном из истоков реки Липовка.
На расстоянии до 1 км расположено село Кашпуры.